# خايين (فين)
خايين (بالفارسية: خایین) هي قرية تقع في إيران في قسم فين الريفي. يقدر عدد سكانها بـ 67 نسمة بحسب إحصاء 2016.